# Warneckea guineensis
Warneckea guineensis är en tvåhjärtbladig växtart som först beskrevs av Ronald William John Keay, och fick sitt nu gällande namn av Jacq.-fél.. Warneckea guineensis ingår i släktet Warneckea och familjen Melastomataceae. Inga underarter finns listade i Catalogue of Life.